# Кодијак (Аљаска)
Кодијак (енгл. Kodiak) град је у америчкој савезној држави Аљаска.

## Демографија
По попису из 2010. године број становника је 6.130, што је 204 (-3,2%) становника мање него 2000. године.
| Група             | 2000.         | 2010.         |
| Белци             | 2.769 (43,7%) | 2.284 (37,3%) |
| Афроамериканци    | 44 (0,7%)     | 30 (0,5%)     |
| Азијати           | 2.010 (31,7%) | 2.294 (37,4%) |
| Хиспаноамериканци | 541 (8,5%)    | 576 (9,4%)    |
| Укупно            | 6.334         | 6.130         |